# بنتيوم ام
بنتيوم إم هو المعالج الذي قدمته شركة إنتل في مارس 2003. بنتيوم إم هو فئة من المعالجات الدقيقة أحادية اللب من طراز 32-بيت من فئة x86 أو(i686) ويشكل جزء من بيئة سنترينو.